# Cettiidae
Famille
Les Cettiidae (ou cettiidés en français) sont une famille de passereaux constituée de 7 genres et de 32 espèces.

## Liste alphabétique des genres
Selon la classification de référence du Congrès ornithologique international (version 14.2, 2024) :
- Abroscopus (3 espèces)
- Cettia (4 espèces)
- Hemitesia (2 espèces)
- Horornis (12 espèces)
- Phyllergates (2 espèces)
- Tesia (4 espèces)
- Tickellia (1 espèce)
- Urosphena (3 espèces)

## Liste des espèces
D'après la classification de référence du Congrès ornithologique international (version 8.2, 2018) (ordre phylogénique) :